# 1952 w filmie
Wydarzenia filmowe w 1952 roku.

## Wydarzenia
- 24 stycznia – w Bobmaju otwarto pierwszy międzynarodowy festiwal filmowy w Indiach. Był to równocześnie pierwszy międzynarodowy festiwal w Azji.

## Premiery

### Filmy polskie
- 27 stycznia - Załoga, reż. Jan Fethke
- 4 marca - Pierwsze dni, reż. Jan Rybkowski
- 14 marca - Młodość Chopina, reż. Aleksander Ford
- 29 kwietnia - Gromada, reż. Jerzy Kawalerowicz, Kazimierz Sumerski

### Filmy zagraniczne
- W samo południe – reż. Fred Zinnemann (Gary Cooper, Grace Kelly)
- Mały światek Don Camilla – reż. Julien Duvivier (Fernandel, Gino Cervi)
- Just for You – reż. Elliott Nugent (Bing Crosby, Jane Wyman)
- Droga do Bali – reż. Hal Walker (Bing Crosby, Bob Hope, Dorothy Lamour)
- Prawo do narodzin – reż. Zacarías Gómez Urquiza

## Nagrody filmowe
- Oscary
  - Najlepszy film – Największe widowisko świata, reż. Cecil B. DeMille
  - Najlepszy aktor – Gary Cooper za rolę w filmie W samo południe
  - Najlepsza aktorka – Shirley Booth za rolę w filmie Wróć, mała Shebo
  - Wszystkie kategorie: Oscary w roku 1952
- Festiwal w Cannes
  - Złota Palma: Orson Welles – Otello
- Międzynarodowy Festiwal Filmowy w Berlinie
  - Złoty Niedźwiedź: Arne Mattsson – Ona tańczyła jedno lato

## Urodzili się
- 1 stycznia:
  - Bożena Adamek, polska aktorka
  - Wiesław Stefaniak, polski aktor (zm. 1997)
- 2 stycznia – Anna Wajs, polska kierownik produkcji
- 17 lutego – Andrzej Gałła, polski aktor
- 21 lutego – Bogdan Koca, polski aktor
- 15 marca – Andrzej Grabowski, polski aktor
- 27 marca – Maria Schneider, aktorka (zm. 2011)
- 1 kwietnia – Annette O’Toole, amerykańska aktorka
- 10 kwietnia – Steven Seagal, amerykański aktor
- 28 kwietnia – Mary McDonnell, amerykańska aktorka
- 11 maja – Frances Fisher, amerykańska aktorka
- 25 maja – Gabriela Kownacka, polska aktorka (zm. 2010)
- 26 maja – Andrzej Szopa, polski aktor (zm. 2022)
- 7 czerwca – Liam Neeson, irlandzki aktor
- 18 czerwca – Isabella Rossellini, aktorka
- 27 czerwca – Bogusław Linda, polski aktor
- 10 lipca – Emilian Kamiński, polski aktor i reżyser teatralny, filmowy i dubbingowy (zm. 2022)
- 17 lipca – Joanna Sienkiewicz, polska aktorka
- 26 lipca – Marcin Sosnowski, polski aktor
- 16 września – Mickey Rourke, amerykański aktor i scenarzysta
- 17 września:
  - Tomasz Borkowy, polski aktor
  - Krzysztof Kołbasiuk, polski aktor (zm. 2006)
- 25 września – Christopher Reeve, amerykański aktor (zm. 2004)
- 28 września – Sylvia Kristel, holenderska aktorka (zm. 2012)
- 8 października – Edward Zwick, amerykański reżyser i producent filmowy
- 27 października:
  - Roberto Benigni, włoski aktor, reżyser i scenarzysta filmowy
  - Ted Wass, amerykański aktor, reżyser i scenarzysta telewizyjny
- 8 listopada – Alfre Woodard, amerykańska aktorka
- 18 grudnia – Krystyna Janda, polska aktorka

## Zmarli
- 21 kwietnia – Leslie Banks, aktor
- 8 maja – Walter Fox, producent filmowy
- 21 maja – John Garfield, amerykański aktor (ur. 1913)
- 23 października – Susan Peters, aktorka (ur. 1921)
- 26 października – Hattie McDaniel, amerykańska aktorka, Mummy z Przeminęło z wiatrem (ur. 1895)
- 1 listopada – Dixie Lee, amerykańska aktorka, piosenkarka oraz tancerka (ur. 1909)